# 잔루카 카프라리
잔루카 카프라리(이탈리아어: Gianluca Caprari, 1993년 7월 30일 ~ )는 이탈리아의 축구 선수로 현재 세리에 A의 클럽 몬차에서 활약하고 있다.

## 경력

### 로마
로마에서 태어난 카프라리는 아틀레티코 2000에서 자신의 경력을 시작하였다. 그러고나서 2003년 로마의 청소년 클럽에 입단하였다. 그는 결승전에서 피오렌티나를 꺾은 2010년 토르네오 치타 디 아르코에서 로마의 알리에비 나치오날리 팀을 위하여 활약하였다.
카프라리는 2011년 3월 8일에 열린 UEFA 챔피언스리그 2010-11 16강전에서 자신의 팀 데뷔를 하였다. 그는 마지막 분에 시모네 페로타를 대체하였고, 그의 팀은 샤흐타르 도네츠크에게 3 대 0으로 패하였다.
다음 시즌에 그는 UEFA 유로파리그 2011-12 플레이오프전의 양리그를 활약하였고, 슬로반 브라티슬라바에게 패한다. 그는 2011-12 시즌에서 세리에 A에 단 하나의 매치에서 활약하여 키에보에 2 대 0으로 우승에 프란체스코 토티를 대신하였다.

### 페스카라
2012년 1월 카프라리는 더많은 첫 팀의 축구를 하는 데 그를 허락하는 순서에서 세리에 B 클럽 페스카라에 임대로 보내졌다. 그는 2011-12 시즌에 15개의 매치에서 3골을 득점하였다.
그해 6월 페스카라는 1.2백만 유로를 위한 공동 소유 거래에서 카프라리를 매입하였다. 2013년 6월 20일 로마는 2백만 유로를 위하여 그를 다시 데려왔으나 순수 선수의 교환에서였다. (2백만 유로를 위하여 잠마리오 피시텔라와 마테오 폴리타노를 페스카라로)
11월 10일 카프라리는 대리 선수로서 사수올로를 상대로 자신의 2번째 로마 경력의 첫 매치를 활약하였다. 2014년 1월 24일 카프라리는 피시텔라와 함께 교환된 클럽에 의하여 페스카라로 돌아갔다.
2015년 6월 27일 카프라리가 12만 5천 유로를 위하여 페스카라로 옮기면서 로마는 6십만 1천 유로를 위하여 폴리타노를 다시 데려왔다.

### 인테르나치오날레
2016년 7월 8일 카프라리는 인테르나치오날레로 팔렸다. 크리스티아노 비라기가 페스카라로 옮기는 거래의 일부로서 카프라리도 또한 임대로 아브루초주 지방으로 돌아갔다.

### 삼프도리아
2017년 6월 30일, 카프라리는 세리에 A의 클럽 삼프도리아에 입단하였다.